# Municipio de Potter (condado de Centre)
El municipio de Potter (en inglés: Potter Township) es un municipio ubicado en el condado de Centre en el estado estadounidense de Pensilvania. En el año 2000 tenía una población de 3.339 habitantes y una densidad poblacional de 22.2 personas por km².

## Geografía
El municipio de Potter se encuentra ubicado en las coordenadas 40°52′31″N 77°39′59″O / 40.87528, -77.66639.

## Demografía
Según la Oficina del Censo en 2000 los ingresos medios por hogar en la localidad eran de $43,556 y los ingresos medios por familia eran de $50,000. Los hombres tenían unos ingresos medios de $36,571 frente a los $23,781 para las mujeres. La renta per cápita de la localidad era de $21,320. Alrededor del 8,1% de la población estaba por debajo del umbral de pobreza.